# Livsförlängning
Livsförlängning (Life extension), även känd som "anti-aging medicine", "indefinite life extension", "experimentell gerontologi" och "biomedicinsk gerontologi", är studiet av bromsandet eller vändandet av processer av åldrandet, att utvidga både högsta- och medellivslängden. Vissa forskare inom detta område och "life extensionists", "immortalists" eller "longevists"  (de som vill uppnå ett längre liv), tror att framtida genombrott i vävnads föryngring, stamceller, regenerativ medicin, molekylär reparation, genterapi, läkemedel, och byte av organ (t.ex. med konstgjorda organ eller xenotransplantationer) kommer så småningom att göra det möjligt för människor att ha en obestämbar livslängd (agerasia på engelska) genom en fullständig föryngring till en hälsosam ungdomlig tillstånd.
Försäljningen av påstådda anti-aging produkter som näring, fysisk kondition, hudvård, hormonersättningar, vitaminer, kosttillskott och örter är en lukrativ global industri. Den amerikanska marknaden genererar ungefär $50 miljarder dollar varje år. Vissa läkare och experter uppger att användningen av sådana produkter inte har visat sig påverka åldrandet och många påståenden om effekten av dessa produkter som marknadsförs har fått hård kritik av medicinska experter, inklusive American Medical Association. 
Det har emellertid inte visats att obestämd mänsklig livslängd inte skulle funka; vissa djur såsom hydra, planarier och vissa svampdjur, koraller och maneter dör inte av ålderdom och uppvisar potentiell odödlighet. De etiska konsekvenserna av livsförlängning debatteras av bioetiker.